# Shâh Jahân
Pour les articles homonymes, voir Jahan.
Shahab-ud-din Muhammad Khurram, plus connu sous son nom de règne Shâh Jahân (ou Chah Djahan ; « roi du monde »), né le 5 janvier 1592 à Lahore (Empire moghol) et mort le 22 janvier 1666 au Fort d'Agra à Agra (Empire moghol), est le cinquième empereur moghol. Son règne s'étend du 19 janvier 1628 au 31 juillet 1658.
Shâh Jahân était généralement considéré comme le plus compétent des quatre fils de l'empereur Jahângîr et après la mort de Jahângîr à la fin de l'année 1627, lorsque la guerre de succession éclata, Shâh Jahân en sortit victorieux. Il met à mort tous ses rivaux pour le trône et est couronné empereur en janvier 1628 à Agra sous le nom de règne « Shâh Jahân » (qui lui a été donné à l'origine comme titre princier).
Bien qu'il soit un militaire compétent, Shâh Jahân est plus célèbre pour ses réalisations architecturales. La période de son règne est généralement considérée comme l'âge d'or de l'architecture moghole. Shâh Jahân commanda la construction de nombreux monuments, dont le plus connu est le Taj Mahal à Agra, mausolée où il repose à côté de son épouse bien-aimée Mumtaz Mahal.
En septembre 1657, Shâh Jahân tomba gravement malade, ce qui déclencha une guerre de succession entre ses quatre fils, de laquelle son troisième fils Aurangzeb, sortit victorieux.
Shâh Jahân se remit de sa maladie, mais Aurangzeb l'assigna en résidence surveillée au Fort d'Agra de juillet 1658 jusqu'à sa mort en janvier 1666.
Le 31 juillet 1658, Aurangzeb se couronna empereur en prenant le titre d'Alamgir (« conquérant du monde »).
L'empire moghol a atteint l'apogée de sa gloire sous le règne de Shâh Jahân et il est largement considéré comme l'un de ses plus grands souverains.

## Jeunesse

### Naissance
Shahab-ud-din Muhammad Khurram né le 5 janvier 1592 à Lahore, au Pendjab (province actuelle du Pakistan) était le troisième fils du prince Salim (plus tard connu sous le nom de « Jahângîr » au moment de son accession au trône. Sa mère était une princesse Rajput de Mârvar appelée la princesse Jagat Gosaini (son nom officiel dans les chroniques moghole étant Bilqis Makani). Le nom Khurram (« joyeux ») a été choisi pour le jeune prince par son grand-père, l'empereur Akbar, avec qui le jeune prince était très lié.
Juste avant la naissance de Khurram, un devin aurait prédit à l'impératrice Ruqaiya Begum, la première épouse d'Akbar qui était sans enfant, que l'enfant encore à naître était destiné à la grandeur impériale.
Ainsi, alors que Khurram n'avait que six jours, Akbar ordonna que le prince soit enlevé à sa mère et remis à Ruqaiya pour qu'il puisse grandir sous sa garde. Akbar réalisa ainsi le souhait de son épouse d'élever un empereur moghol. Ruqaiya a parfaitement assumé la responsabilité principale de l'éducation de Khurram et il est resté avec elle jusqu'à ce qu'il ait presque 14 ans. Khurram et sa grand-mère partageaient une relation étroite comme Jahângîr l'a noté dans ses mémoires : Ruqaiya avait aimé son petit-fils Khurram « mille fois plus que s'il avait été le sien ».
Après la mort d'Akbar en 1605, le jeune prince fut autorisé à retourner dans la maison de son père et donc à retrouver sa mère biologique.

### Éducation
Enfant, Khurram a reçu une éducation générale correspondant à son statut de prince moghol, qui comprenait la formation militaire et une grande variété de disciplines artistiques, telles que la poésie persane et la musique hindoustanie, dont la plupart ont été inculqués, selon des chroniqueurs de la cour, par Akbar et Ruqaiya.
En 1605, alors qu'Akbar était sur son lit de mort, Khurram, qui était alors âgé de 13 ans, est resté à son chevet et a refusé d'en partir même après que sa mère ait essayé de le récupérer. Compte tenu de l'incertitude politique qui a précédé immédiatement la mort d'Akbar, Khurram était en danger du fait des oppositions politiques à son père Jahângîr. Selon un chroniqueur, « ni les conseils de son père, ni les supplications de sa mère ne purent le convaincre de préférer la sécurité pour sa propre vie, à son dernier devoir envers le vieillard. Sa conduite à ce moment-là est révélatrice de la bravoure pour laquelle il serait renommé plus tard ».

### La rébellion de Khusrû
En 1605, son père succède au trône, après avoir écrasé une rébellion du prince Khusrû demi-frère de Khurram. Khurram reste alors éloigné de la politique et des intrigues immédiatement après l'événement, ce qui semble être une volonté délibérée de la part de Jahângîr. En tant que troisième fils, Khurram ne conteste pas les blocs de pouvoir en présence, celui de son père et celui de son demi-frère, les deux grandes puissances de l'époque dans la région. Khurram était sûr de lui …
En raison de la longue période de tension entre son père et son demi-frère, Khurram a commencé à se rapprocher de son père et, avec le temps, a commencé à être considéré comme l'héritier de facto par les chroniqueurs de la cour. Ce statut a été officiellement sanctionné lorsque Jahângîr a accordé à Khurram, en 1608, la suzeraineté de la ville d'Hisar, qui était traditionnellement le fief de l'héritier-présomptif.
En 1608, l'attribution du sarkar de Hissar Firoz proclama donc au monde que Khurram était destiné au trône.

### Nûr Jahân
Nûr Jahân (« lumière du monde ») était une jeune veuve intelligente et belle avec une excellente éducation appartenant au harem. Elle fait la conquête de Jahângîr qui l'épouse en 1611. Elle devint un acteur majeur du gouvernement, assisté par Khurram, au fur et à mesure que Jahângîr sombrait dans les plaisirs du vin et de l'opium. Des pièces de monnaie frappées à son nom ainsi qu'à celui de Jahângîr atteste sa puissance politique. Ses proches parents acquirent dès lors des positions importantes dans la cour moghole, formant ce qui a été appelé la junte Nur Jahan par les historiens.
Mais, lorsque Shahryar (en), le frère de Khurram, épouse Ladlî fille de Nû Jahân et de son premier époux, Khurram craint d'être écarté du trône et prend l'initiative de se révolter contre son père et sa belle-mère en 1626. Vainqueur en 1627, il monte enfin sur le trône de l'empire moghol et écarte définitivement Nûr Jahân du pouvoir.

## Mariages

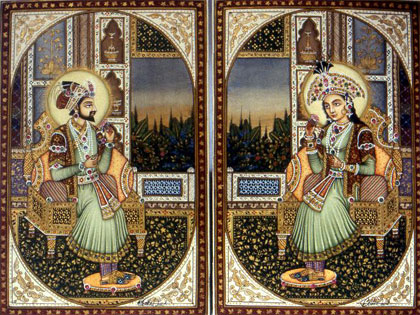
Shâh Jahân et Mumtaz Mahal.

### Kandahari begum
Shâh Jahân a en premier lieu épousé, le 12 décembre 1609 à Agra, la princesse Kandahari Begum, fille d'un arrière-petit-fils d'Ismaïl Ier Shah de Perse, avec qui il a eu une fille, son premier enfant. À ce moment, il était déjà fiancé avec Mumtaz Mahal.

### Mumtaz Mahal
En 1607, Khurram s'est fiancé à Arjumand Bânu Begam, également connu sous le nom de Mumtaz Mahal (en persan : جهان‌آرا بیگم،, « l'élue du Palais »). Ils se sont rencontrés dans leur jeunesse et ils avaient environ 14 et 15 ans quand ils se sont fiancés. Cinq ans plus tard ils se sont mariés. La jeune fille appartenait à une famille noble persane illustre qui servait les empereurs moghols depuis le règne d'Akbar.
Le patriarche de la famille était Mîrzâ Ghiyâs Beg, également connu sous le nom de Itimad-ud-Daula (« pilier de l’État »). Il avait été le ministre des finances de Jahângîr et son fils, Asaf Khan — le père d'Arjumand Bânu Begam — jouait un rôle important à la cour où il finit par occuper le poste de premier ministre. La tante de la mariée, l'impératrice Nûr Jahân, aurait joué le rôle de marieuse.
Le prince dut attendre cinq ans avant d'être marié en 1612, à une date choisie par les astrologues de la cour comme la plus propice à un mariage heureux. C'était un engagement inhabituellement long pour l'époque.

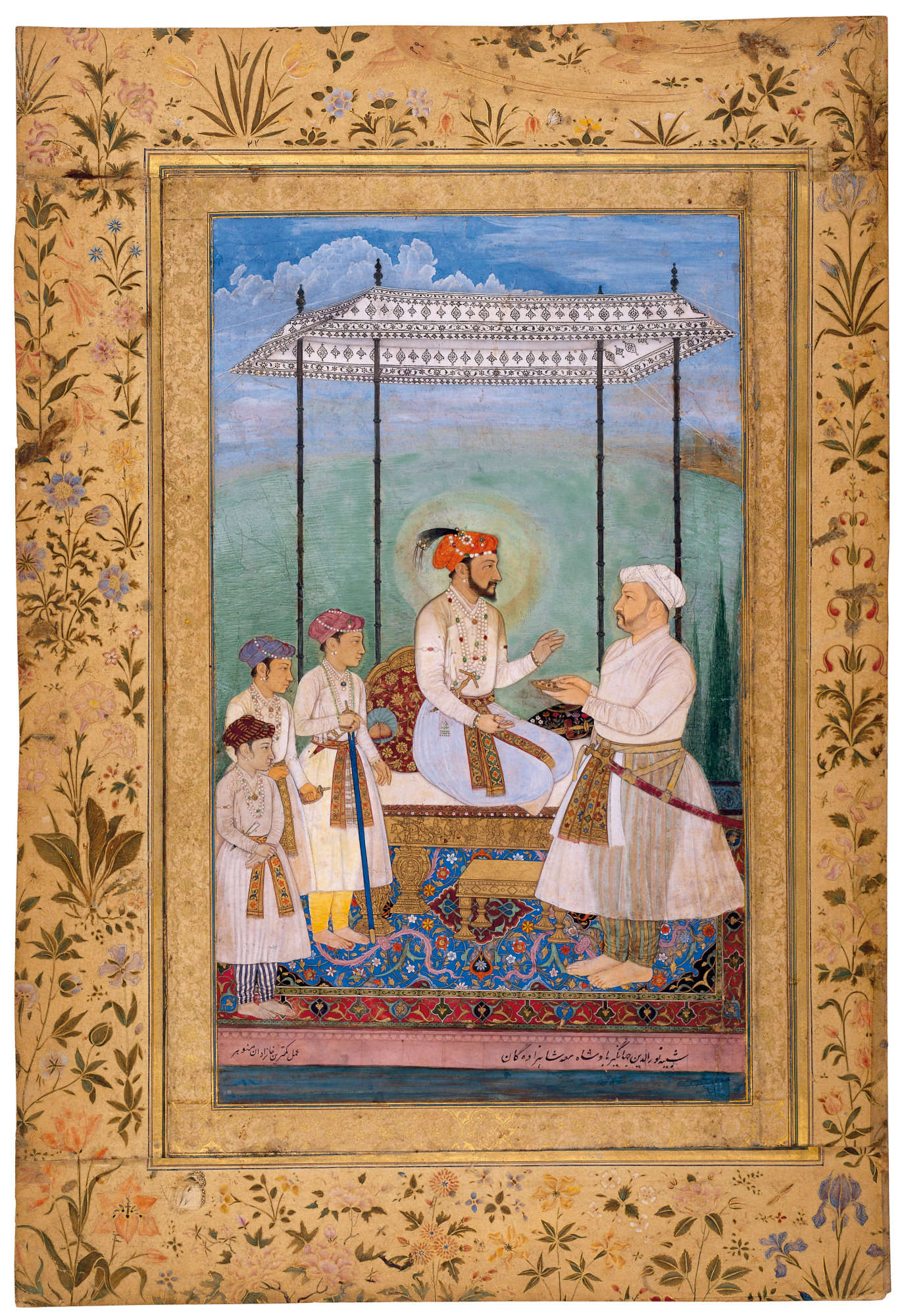
Shâh Jahân, accompagné par ses 3 fils devant leur grand-père maternel Mîrzâ Ghiyâs Beg.

Sur le plan politique, les fiançailles ont permis à Khurram d'être considéré comme officiellement entré dans sa majorité ce qui lui a permis de recevoir plusieurs suzeraineté, d'avoir un rang militaire et d'assumer des fonctions officielles dans l'État, étape importante dans l'établissement de sa propre revendication au trône.
Le mariage fût très heureux et Khurram resta voué à Mumtaz Mahal jusqu'à sa mort. Elle lui donna quatorze enfants, dont sept survécurent jusqu'à l'âge adulte.
Outre le véritable amour entre les deux époux, Arjumand Banû Begum qui était une femme politiquement astucieuse a souvent été une conseillère importante et une confidente de son mari.

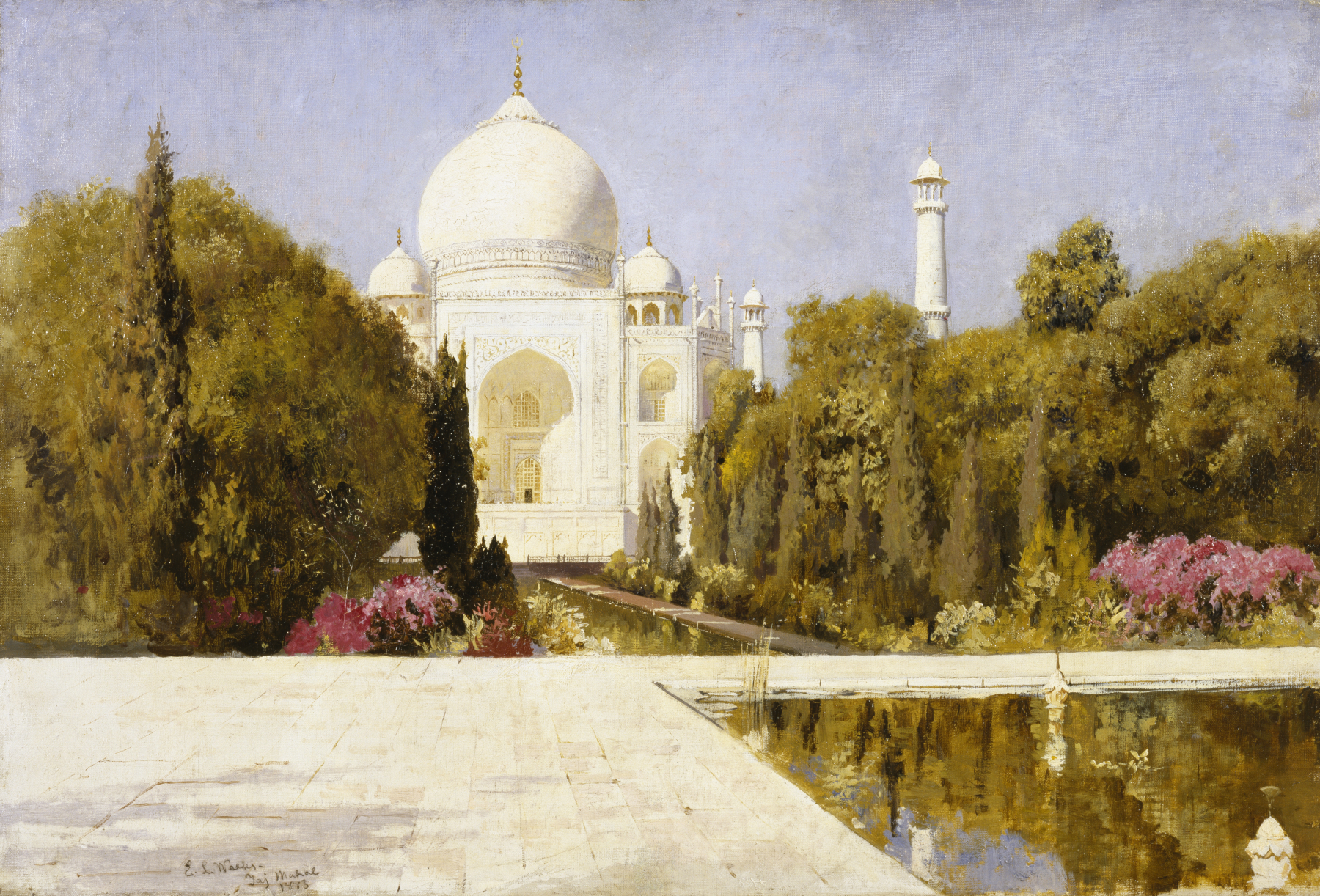
Le Taj Mahal par Edwin Lord Weeks - Walters Art Museum - Baltimore - États-Unis.

Mumtaz Mahal mourut à l'âge de 37 ans (7 juillet 1631) en donnant naissance à Gauhara Begum (en) à Burhanpur.
Les historiens contemporains notèrent que la princesse Jahanara, âgée de 17 ans, était si affligée par la douleur de sa mère pendant cet ultime accouchement qu'elle commença à distribuer des pierres précieuses aux pauvres, espérant une intervention divine. Shâh Jahân fut considéré comme étant « paralysé par le chagrin » et les crises de larmes.
Le corps de l'impératrice fût d'abord enterré temporairement dans un jardin d'agrément fortifié connu sous le nom de Zainabad. Sa mort a eu un profond impact sur la personnalité de Shâh Jahân et lui a inspiré la construction du Taj Mahal où elle a été définitivement inhumée par la suite.

### Autres épouses
Ultérieurement Khurram prit pour épouses Akbarabadi Mahal (Izz-un-Nissa) et Fatehpuri Mahal, mais d'après les chroniqueurs de la cour, ses relations avec celles-ci étaient davantage fondées sur des considérations politiques et elles ne jouissaient que du statut d'épouses royales.

## Le militaire
Le prince Khurram a fait preuve d'un talent militaire affirmé. La première occasion pour Khurram de tester ses prouesses militaires a été pendant la campagne des Moghols contre l'état rajput de Mewar, qui était hostile aux Moghols depuis le règne d'Akbar. En 1614, commandant une armée d'environ 200 000 hommes, Khurram commence son offensive contre le royaume rajput. Après une année de combats, le maharana Amar Singh II vaincu se rend aux forces moghols et son royaume devient un état vassal de l'Empire moghol.
En 1617, Khurram reçoit l'ordre de traiter avec des tribus Pachtounes afin de sécuriser les frontières méridionales de l'Empire et de rétablir le contrôle impérial sur la région. C'est à ce moment que ses succès dans ces conflits décide Jahângîr à lui accorder le titre de Shâh Jahân, à élever son rang militaire et à lui permettre de siéger sur un trône spécial dans son Darbâr, un honneur sans précédent pour un prince qui consolidae ainsi son statut de prince héritier.

## Le prince rebelle

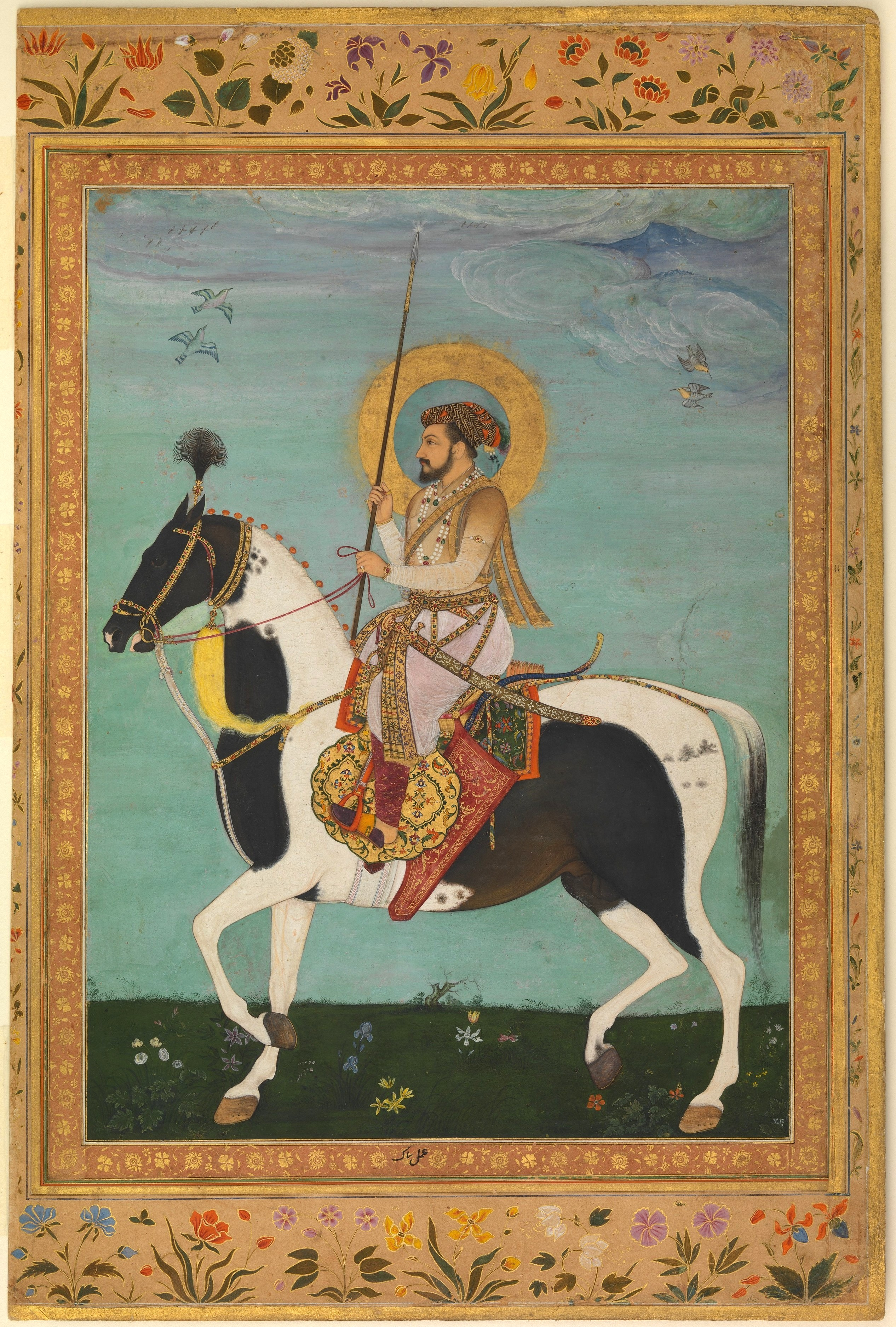
Shâh Jahân sur son cheval (dans sa jeunesse).

L'héritage du pouvoir et de la richesse dans l'empire moghol n'étant pas déterminé par des règles comme la primogéniture, les fils princiers s'affrontaient pour obtenir des succès militaires et consolider leur pouvoir à la cour. Cela a souvent entraîné des rébellions et des guerres de succession. En conséquence, un climat politique complexe a entouré la cour moghole dans les années de formation de Khurram.
En 1611, son père épouse Nûr Jahân qui exerce rapidement une influence considérable à la cour avec son frère Asaf Khan. Or, Mumtaz Mahal était la fille d'Asaf Khan et son mariage avec Khurram consolide les positions de celui-ci et de Nûr Jahân à la cour. Les intrigues de la cour et la décision de Nûr Jahân de marier sa fille issue de son premier mariage avec le plus jeune frère du prince Khurram, Shahryar et le soutien à la revendication du trône par ce dernier entraînent de nombreuses divisions internes. Khurram qui n'appréciait pas l'influence de Nûr Jahân sur son père, était en outre furieux d'avoir à jouer les second rôle après Shahryar le préféré.
Lorsque les Perses assiègent Kandahar, Nûr Jahân était de fait à la tête des affaires. Elle ordonne au prince Khurram de marcher sur Kandahar, mais il refuse craignant qu'en son absence, Nûr Jahân tente d'empoisonner son père Jahângîr ou le convainque de nommer Shahryar comme héritier du trône à sa place. Cette crainte amène le prince Khurram à se révolter contre son père plutôt qu' à se battre contre les Perses.
En 1622, Khurram lève une armée avec l'appui du général Mahâbat Khân et ils marchent contre l'empereur et l'impératrice. Il est vaincu à Bilochpur en mars 1623 et se réfugie au Mewar à Udaipur auprès du Maharana Karan Singh. D'abord logé à Delwada Ki Haveli, il est déplacé au palais Jag Mandir à sa demande. En gage d'amitié, le prince Khurram échange alors son turban avec celui de son hôte et ce turban est toujours conservé au musée du Pratap à Udaipur.
On pense que ce sont les mosaïques du palais Jag Mandir qui ont ultérieurement inspiré Shâh Jahân pour celles du Taj Mahal.
Sa rébellion ayant échoué, Khurram est contraint de se soumettre sans condition. Mais, bien que le prince ait été pardonné pour ses erreurs en 1626, les tensions sous jacentes entre lui et Nûr Jahân et sa clique ne cessèrent de croître.

## Fonctions de gouverneur
Avant de régner, Khurram exerce des fonctions de gouvernement dans différents états et villes de l'empire moghol :
- Au Deccan en 1611-1612
- Au Bihar en 1613–1614 et 1625–1627
- Au Gujarat en 1614–1618
- À Delhi de 1623 à 1627
- Au Bengale en 1624–1625

## Règne (1627–1658)

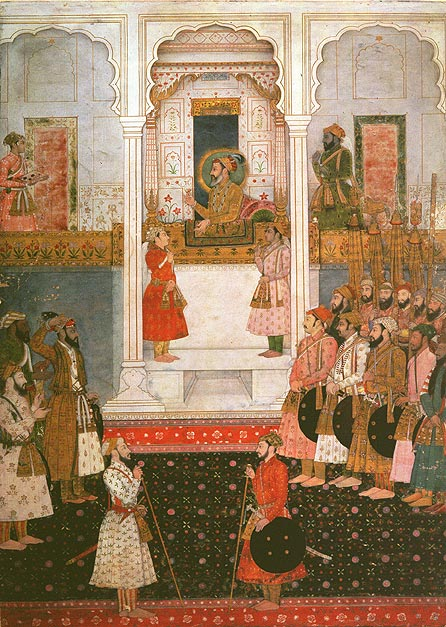
Shâh Jahân à son Darbâr.

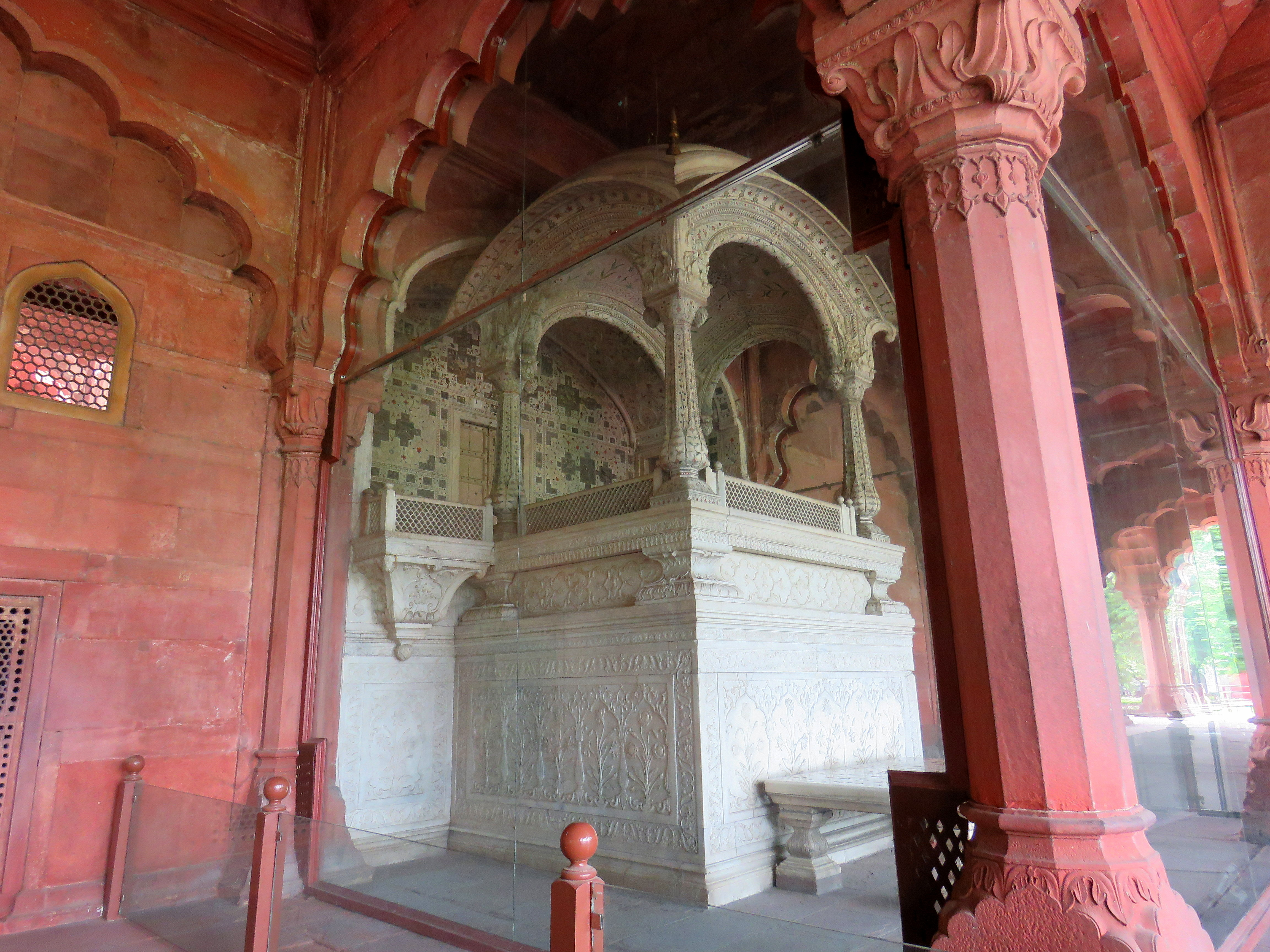
Le trône de Shâh Jahân, au Fort Rouge de Delhi.

Enfin, à la mort de Jahangir en 1627, Khurram succède au trône moghol sous le nom d'Abu ud-Muzaffar Shihab ud-Din Mohammad Sahib ud-Quiran ud-Quiran ud-Thani Shâh Jahân Padshah Ghazi, ou Shâh Jahân.
Son premier acte en tant que souverain fut de faire exécuter ses principaux rivaux et d'emprisonner puis exiler sa belle-mère Nûr Jahân. Sur ordre de Shâh Jahân, plusieurs exécutions ont lieu le 23 janvier 1628. Parmi les victimes figurent son propre frère Shahryar, ses neveux Dawar et Garshasp, fils du frère précédemment exécuté Khusrû (en), ainsi que ses cousins Tahmuras et Hoshang, fils de feu le prince Daniyal Mirza (en),.
Ces purges radicales permirent à Shâh Jahân de gouverner son empire sans contestation.
D'après les témoignages, l'armée se composait en 1648 de 911 400 fantassins, mousquetaires et artilleurs ainsi que de 185 000 cipayes commandés par les princes et les nobles. Pendant son règne, le cheval Marwari fut introduit, devenant le favori de Shâh Jahân et divers canons furent produits en série au fort Jaigarh.
L'empire devint une énorme machine militaire et les nobles et leurs contingents se multiplièrent presque par quatre, tout comme les demandes de revenus supplémentaires écrasants la paysannerie. Mais en raison des mesures prises dans les domaines financier et commercial, c'était une période de stabilité générale - l'administration étant centralisée et la justice systématisée. L'empire moghol a continué à s'étendre modérément pendant le règne de Shâ Jahân, ses fils ayant commandé de grandes armées sur différents fronts.
L'Inde à l'époque était un riche centre d'art, d'artisanat et d'architecture et certains des meilleurs architectes, artisans, artisans, peintres et écrivains du monde résidaient dans l'empire de Shâh Jahân. On estime qu'à l'époque, l'Empire moghol avait le produit intérieur brut le plus élevé du monde,.

### Les rébellions rajpoutes
Shâh Jahân a annexé les confédérations rajputs de Baglana,Mewar et Bundelkund. Il a ensuite choisi son fils Aurangzeb, âgé de 16 ans, pour commander à sa place et soumettre la rébellion par des Bundelâ dirigée par Jhujhar Singh.

### La famine de 1630-1632
Une famine éclata en 1630-1632 dans le Deccan, le Gujarat et le Khandesh à la suite de trois mauvaises récoltes successives. Deux millions de personnes sont alors mortes de faim. Les épiciers vendaient de la chair de chien et mélangeaient des os en poudre avec la farine. Certains villages ont été complètement anéantis, leurs rues remplies de cadavres humains. En réponse à la dévastation, Shâh Jahân fit mettre en place des cuisines gratuites (les Langar) pour les victimes de la famine.

### La conquête des Sultanats du Deccan
Shâh Jahân s'empara de la ville fortifiée de Daulatabad au Maharashtra en 1632, renversa la dynastie des Nizâm Shâhi et annexa leur royaume de Ahmadnagar. Golkonda est soumis en 1635, puis Bijapur en 1636. Shâh Jahân nomme Aurangzeb vice-roi du Deccan (de 1636 à 1644), composé des sultanats vaicus du Khandesh, du Berar, de l'Hyderabad et de Daulatabad, puis il conquiert le royaume rajput de Baglana, puis de nouveau Golkonda en 1656 et Bijapur en 1657.

### Conflits avec les Sikhs
Une rébellion des Sikhs dirigée par Guru Hargobind a eu lieu à partir de 1621 et en représailles Shâh Jahân ordonna la destruction du temple sikh de Lahore. Ces conflits entre Sikhs et Moghols perdurèrent épisodiquement jusqu'au début du XVIIIe siècle.

### Guerre avec la dynastie des Séfévides

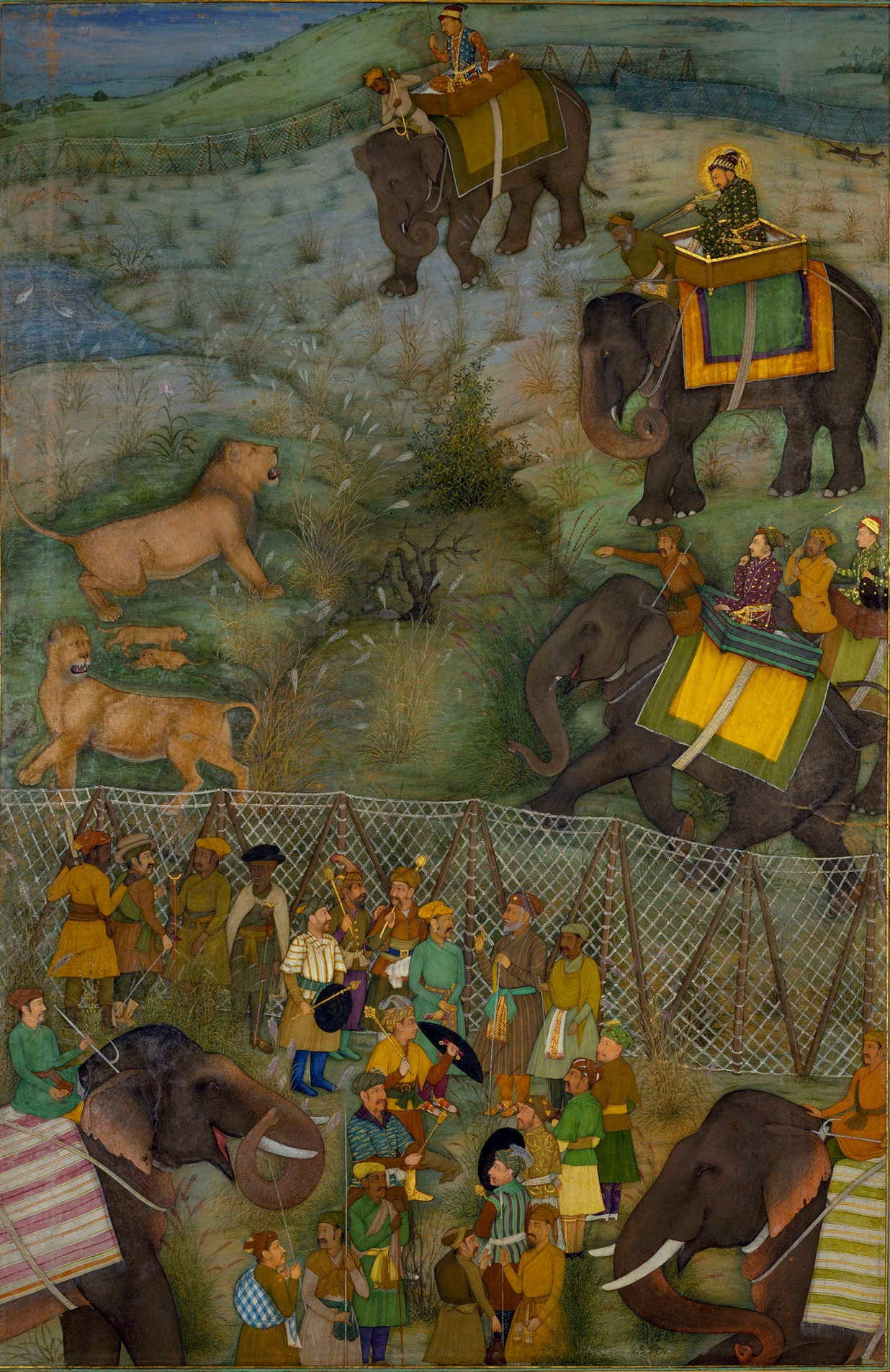
Shâh Jahân, chassant le lion à Burhanpur.

Shâh Jahân et ses fils s'emparèrent de la ville séfévide de Kandahar en 1638, provoquant les représailles des Perses dirigés par leur puissant souverain Abbas II, qui la reprit en 1649.
Malgré des sièges répétés les armées moghols n'ont pas été en mesure de le reprendre ensuite pendant la guerre Moghols-Séfévides. Shâh Jahân étendit également l'empire moghol à l'ouest, au-delà de la passe de Khyber, jusqu'à Ghazni et Kandahar sur le territoire de l'actuel Afghanistan.

### Relation avec l'Empire ottoman
C'est alors qu'il campait à Bagdad que le sultan ottoman Mourad IV a rencontré les ambassadeurs de Shâh Jahân : Mir Zarif et Mir Baraka, qui lui ont présenté 1 000 pièces de tissu finement brodé et des armures. Murad IV leur remit en retour ses meilleures armes, selles et caftans et ordonna à ses troupes d'accompagner les envoyés Moghols jusqu'au port de Bassorah, d'où ils partirent pour Thatta et finalement Surate.
C'est grâce à ces échanges dirigés par l'ambassadeur du Moghol Sayyid Muhiuddin et son homologue l'ambassadeur ottoman Arsalan Agha, que l'empereur Shâh Jahân reçut Ustad Isa et Ismail Effendi, architectes et élèves turcs du grand architecte de Constantinople Mimar Sinan. Tous deux ont ensuite fait partie de l'équipe qui devait concevoir et construire le Taj Mahal.

### Guerre avec les Portugais
Au Bengale, les Portugais furent accusés de trafic par de hauts fonctionnaires moghols et en raison de la concurrence commerciale, le port de Saptagram dans le delta du Gange, contrôlé par l'empire, commença à s'effondrer. Shâh Jahân donna en 1631 l'ordre à Qasim Khan, le vice-roi moghol du Bengale, de chasser les Portugais de leur comptoir à Hugli-Chuchura. Le poste était lourdement armé de canons, de cuirassés, de murs fortifiés et d'autres instruments de guerre.
Shâh Jahân était particulièrement indigné par les activités des jésuites dans cette région, notamment lorsqu'ils étaient accusés d'enlèvement de paysans. Le 25 septembre 1632, l'Armée Mughal leva des banderoles impériales et prit le contrôle de la région de Bandel et la garnison fut punie.

### Le mécène

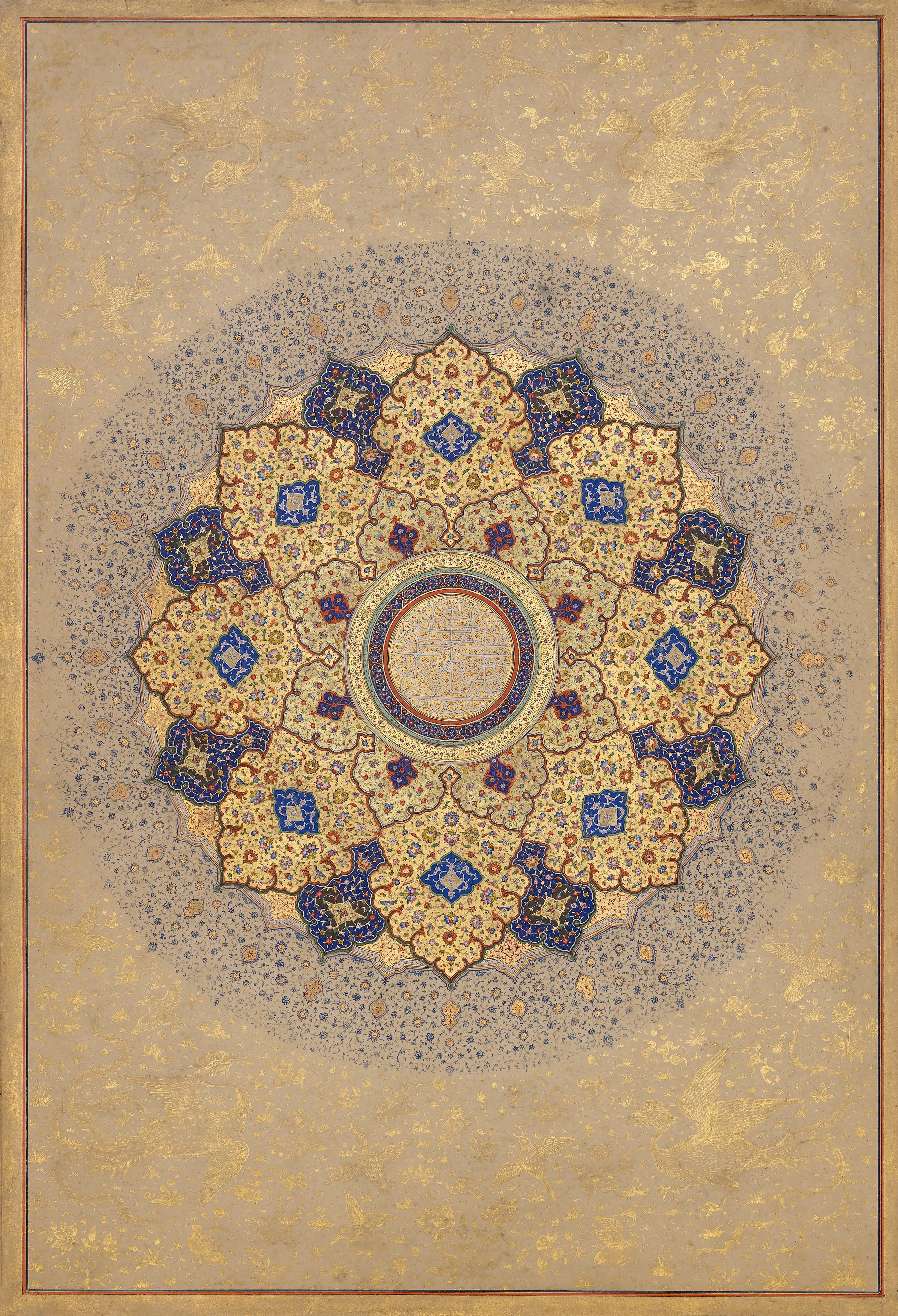
Rosette sur un folio de l'album de Shâh Jahân. Au centre est inscrit en calligraphie arabe Sa Majesté Shihabuddin Muhammad Shahjahan, le roi, guerrier de la foi, que Dieu perpétue son royaume et sa souveraineté. Vers 1600.

Le règne de Shâh Jahân a vu quelques-unes des réalisations architecturales et artistiques les plus connues de l'Inde. Les recettes foncières de l'empire moghol sous Shâh Jahân étaient plus élevées que celles de tout autre souverain moghol ce qui autorisa d'immense travaux. La splendeur de sa cour a été commentée par plusieurs voyageurs européens et par des ambassadeurs d'autres parties du monde, dont François Bernier et Thomas Roe.
Shâh Jahân eu l'intention de faire de sa capitale Agra un centre urbain rivalisant à la fois avec Constantinople et Ispahan dans toute sa richesse et son opulence culturelle.
Shâh Jahân fut un constructeur prolifique avec un sens esthétique très raffiné. Parmi les bâtiments qui lui ont survécu figurent, outre le Taj Mahal et le Fort Rouge à Agra, il faut citer la mosquée Jama Masjid à Delhi ou, à Lahore au Pendjab; les Jardins Shalimar, des bâtiments du Fort royal, le Sheesh Mahal (Fort de Lahore) (en), le pavillon Naulakha (Fort de Lahore) (en) et le mausolée de Jahângîr.

### Attitude religieuse

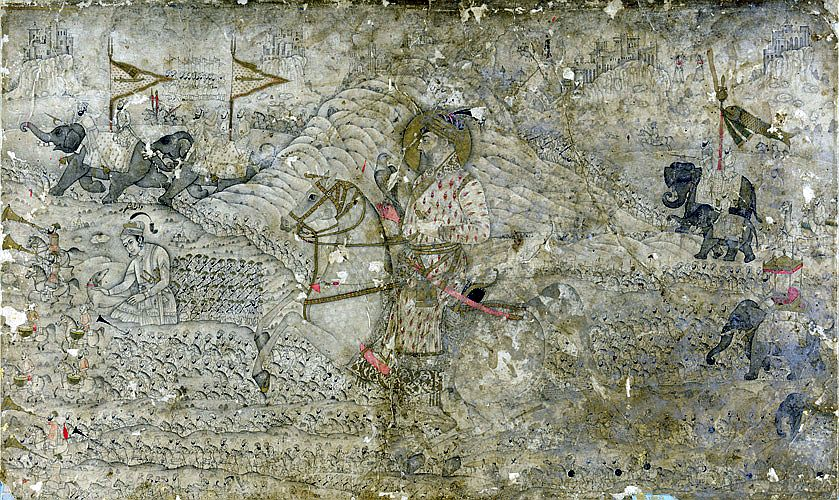
Dans le coin supérieur gauche l'éléphant de guerre monté par Shâh Jahân à la tête de l'armée, porte une bannière avec l'emblème de Zulfikar l'épée de Mahomet.

Sous Shâh Jahân, la réaction des musulmans orthodoxes aux politiques d'Akbar et de Jahängîr a eu un effet pour la première fois. Il était plus radical dans sa pensée que son père et son grand-père. Au moment de son accession au trône, il a adopté de nouvelles politiques qui ont inversé le traitement réservé aux non-musulmans par Akbar.
En 1633, sa sixième année de règne, Shâh Jahân commença à imposer son interprétation des dispositions de la charia contre la construction ou la réparation d'églises et de temples. Après avoir appris que de riches hindous souhaitaient achever plusieurs temples inachevés à Bénarès, il ordonna la destruction de tous les nouveaux temples de la ville. Par la suite, seuls des sanctuaires bien en vue rencontrés pendant les campagnes militaires ont été endommagés. Il célébrait les fêtes islamiques avec un enthousiasme peu familier à ses prédécesseurs. L'intérêt royal pour les Lieux saints de l'islam, longtemps inactif, a également été ravivé sous son règne.

### Ministres
Le trésorier de Shâh Jahân était Shaikh Farid, qui a fondé la ville de Faridabad.

## Dernières années (1658-1666)

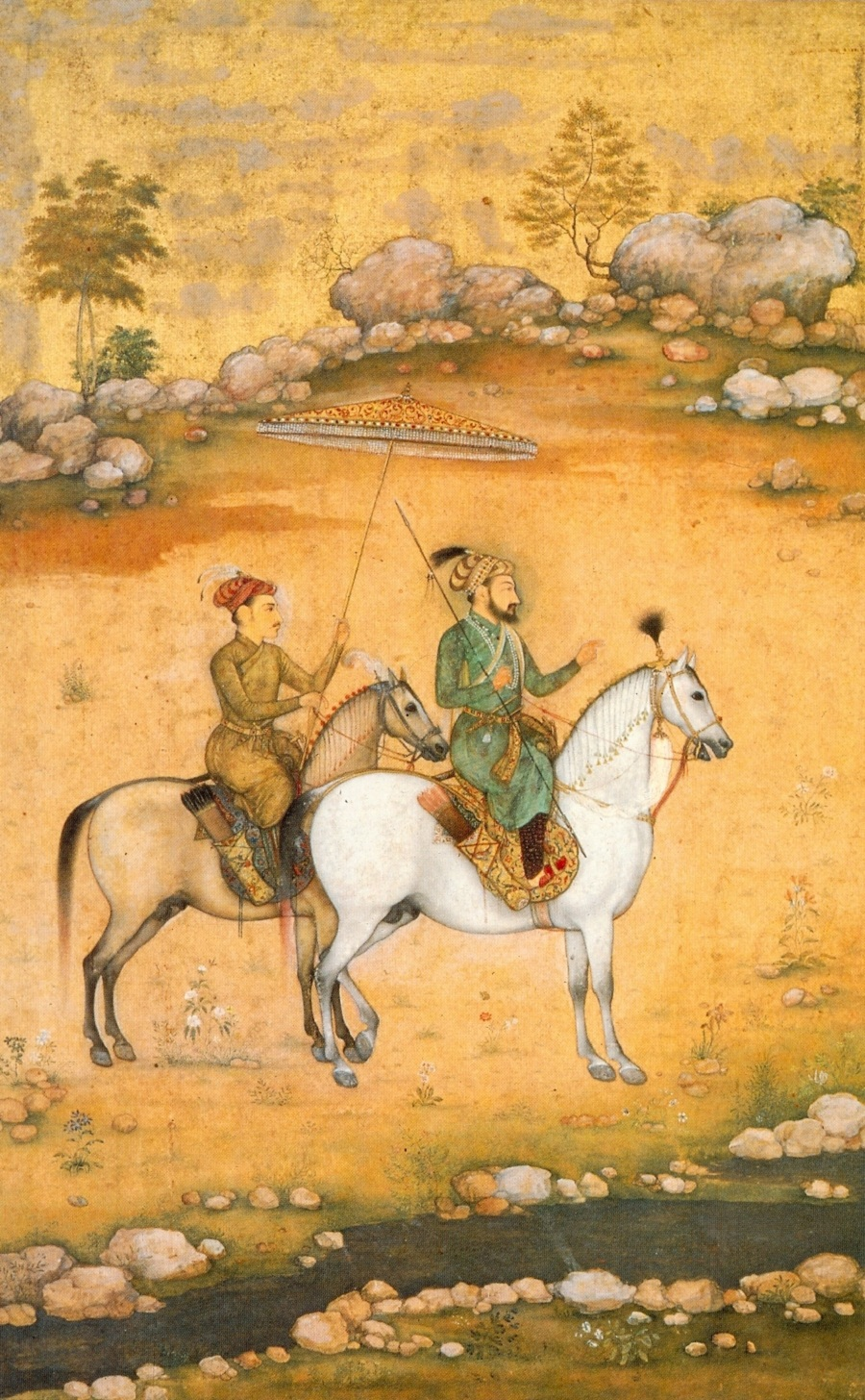
Shâh Jahân et son fils Dârâ Shikôh.

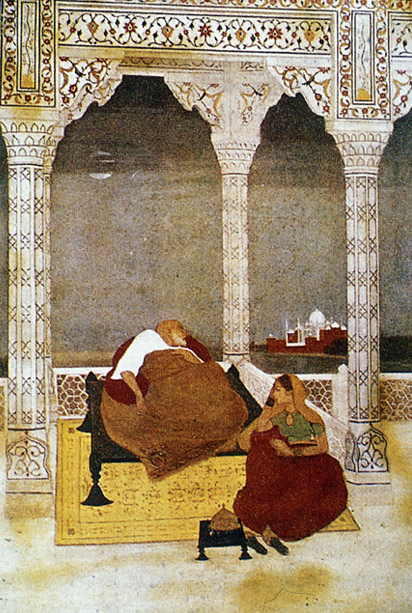
Décès de Shâh Jahân à côté de la princesse Jahanara. Tableau de Abanîndranâth Tagore, 1902.

Lorsque Shâh Jahân tomba malade en 1658, Dârâ Shikôh (fils aîné de Mumtaz Mahal) devint régent à la place de son père, ce qui provoqua rapidement l'animosité de ses frères. En apprenant qu'il avait assumé la régence, ses frères plus jeunes, Shâh Shujâ, vice-roi du Bengale et Murâd Baksh, vice-roi du Gujarat, déclarèrent leur indépendance et marchèrent sur Agra pour réclamer leurs parts.
Aurangzeb, le troisième fils et le plus capable des frères, rassembla une armée bien entraînée et en devint le commandant en chef. Il affronta l'armée de Dârâ Shikôk près d'Agra et le vainquit pendant la bataille de Samugarh (en). Bien que Shâh Jahân se soit totalement remis de sa maladie, Aurangzeb l'a alors déclaré incapable de gouverner et l'a placé en résidence surveillée à Agra Fort.
Jahanara, la fille de Shâh Jahân et Mumtaz Mahal, a volontairement partagé son enfermement et l'a soigné pendant 8 ans. En janvier 1666, Shâh Jahân tombe malade. Alité, il s'affaiblit progressivement jusqu'à ce que, le 22 janvier, il recommande aux dames de la cour impériale et en particulier son épouse des dernières années la bégum Izz-un-Nissa, de prendre soin de Jahanara.
Après avoir récité la Chahada et les versets du Coran, Shâh Jahân mourut, âgé de 74 ans.
L'aumônier de Shâh Jahân, Sayyid Muhammad Qanauji (en) et Kazi Qurban d'Agra se sont rendus au fort, ont déplacé le corps dans une salle voisine, l'ont lavé, enveloppé et placé dans un cercueil de bois de santal.
La princesse Jahanara avait prévu des funérailles d'Etat qui devaient inclure une procession avec le corps de Shâh Jahân porté par d'éminents nobles, suivie par les notables d'Agra et des fonctionnaires dispersant des pièces de monnaie pour les pauvres et les nécessiteux.
Aurangzeb ayant refusé cette ostentation, la dépouille a simplement été transportée par voie fluviale jusqu'au Taj Mahal et y a été inhumée à côté de la sépulture de son épouse bien-aimée Mumtaz Mahal.

## L'œuvre architecturale
Shâh Jahân laisse derrière lui un immense héritage de structures construites sous son règne. Il était l'un des plus grands mécènes de l'architecture moghole. Son édifice le plus célèbre est le Taj Mahal, qu'il fit construire en mémoire de son épouse, l'impératrice Mumtaz Mahal.
Sa structure a été dessinée avec le plus grand soin et des architectes du monde entier ont été appelés à cette fin. L'édifice a été construit en marbre blanc et recouvert de parements réalisés selon la technique du parchin kari. À sa mort, son fils Aurangzeb le fit enterrer à côté de Mumtaz Mahal sous le dôme central du Taj Mahal.
Parmi ses autres constructions, on peut citer le Fort Rouge de Delhi, de grandes sections du Fort d'Agra, la mosquée Jama Masjid de Delhi, la mosquée de Wazir-Khan, la mosquée de Moti dans le Fort de Lahore (en), les Jardins de Shalimar à Lahore, des parties du Fort de Lahore, la mosquée de Mahabat Khan (en) à Peshawar, le mausolée de Jahângîr son père dont la construction a été supervisée par sa belle-mère Nur Jahan et la mosquée qui lui est dédié, la mosquée de Shâh Jahân (en) à Thatta.
Il a également fait faire le trône du Paon placé dans la salle des audiences publiques (le Diwan-i-Am) dans sa capitale impériale, Delhi. Shâh Jahân a souvent tenu à faire inscrire des versets du Coran sur ses chefs-d'œuvre architecturaux.
La mosquée Shâh Jahân à Thatta, dans la province pakistanaise du Sind (à 100 km de Karachi) a été construite de son vivant en 1647. Elle est construite en briques rouges parées de tuiles vernissées bleues, probablement importées d'une autre ville du Sindh, Hala. La mosquée a 93 dômes au total et c'est la plus grande mosquée du monde avec un tel nombre de dômes. Le dôme principal a été construit en tenant compte de l'acoustique. Une personne parlant à l'intérieur d'une extrémité du dôme peut être entendue à l'autre extrémité lorsque la parole dépasse 100 décibels.

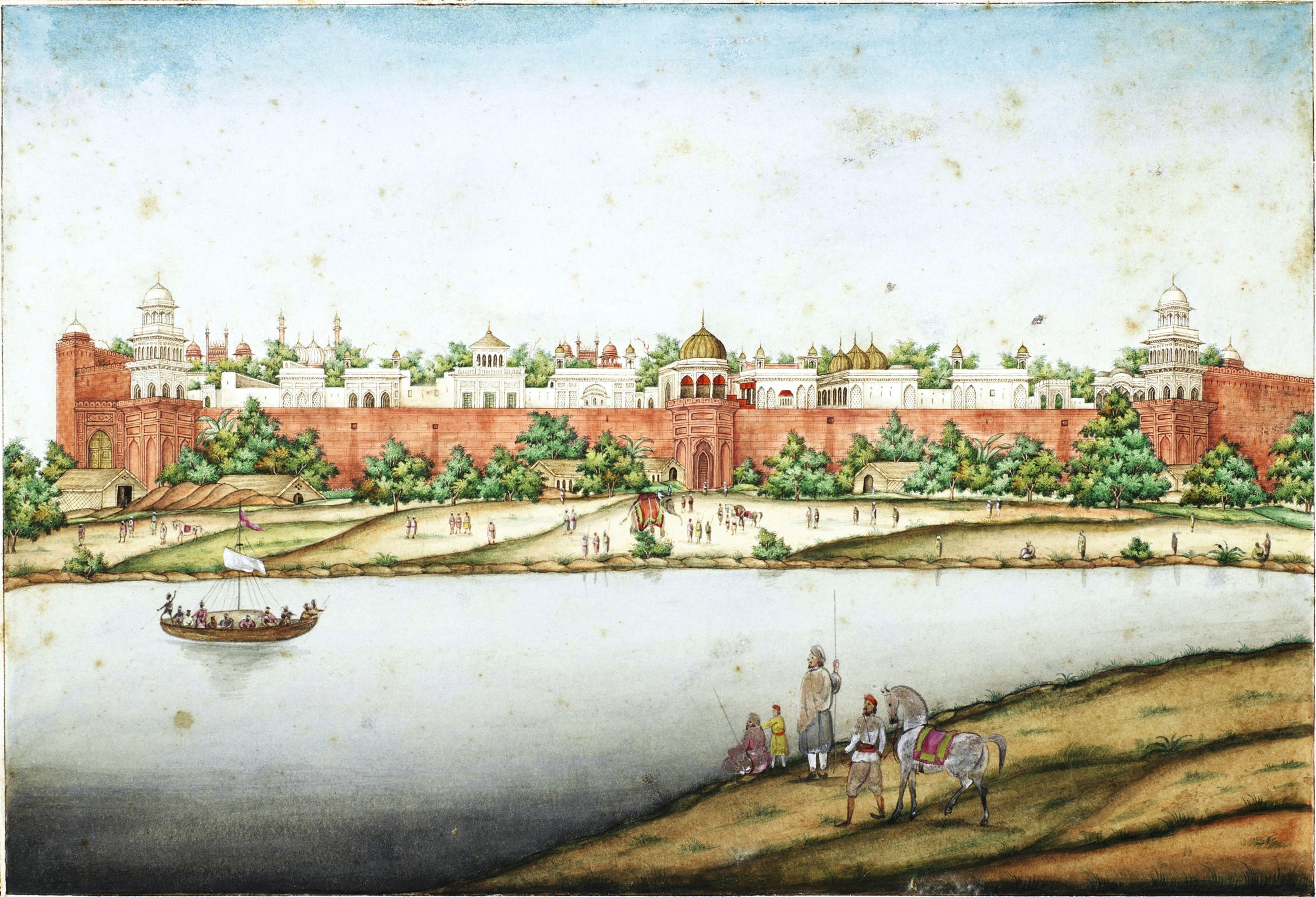
Le Fort Rouge de Delhi.
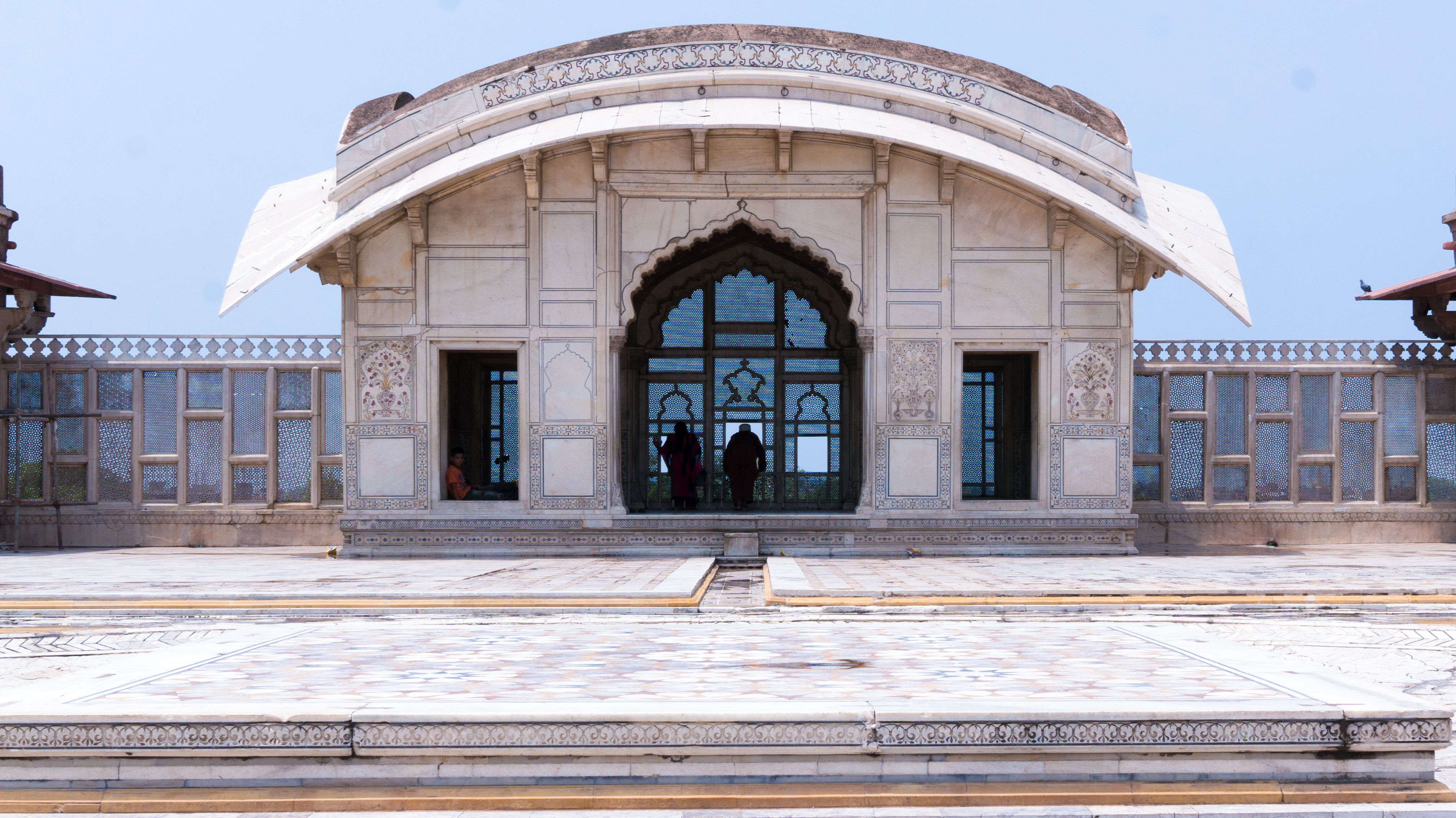
L'élégant pavillon de Naulakha au fort de Lahore.
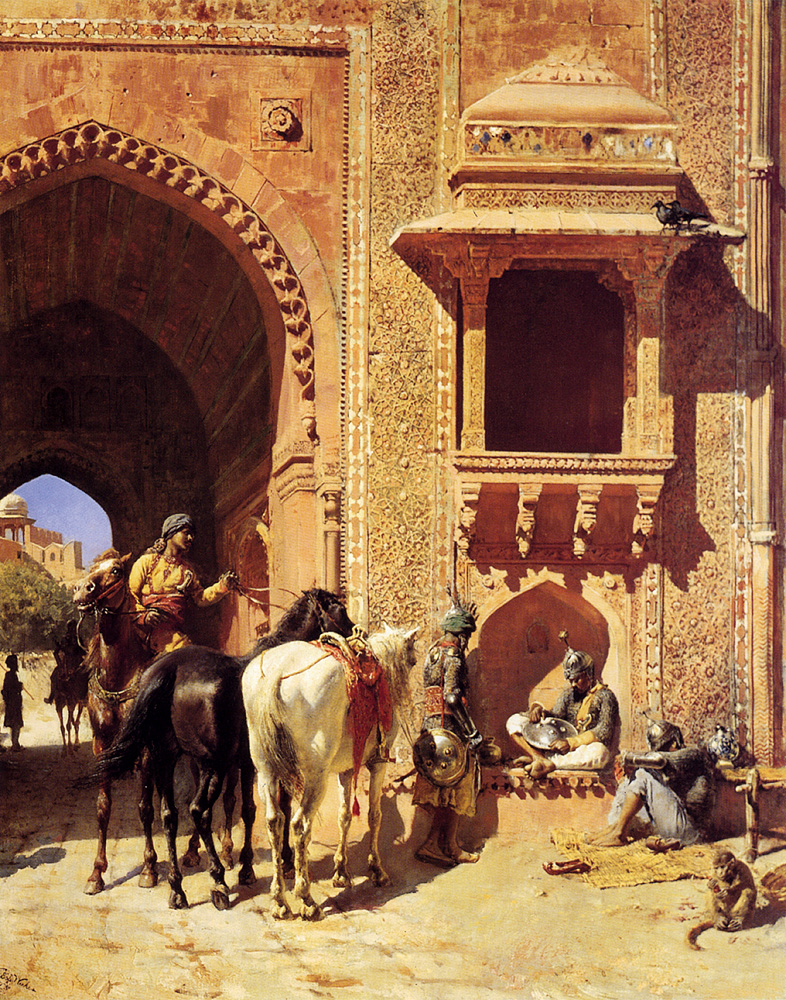
Le Fort d'Agra.
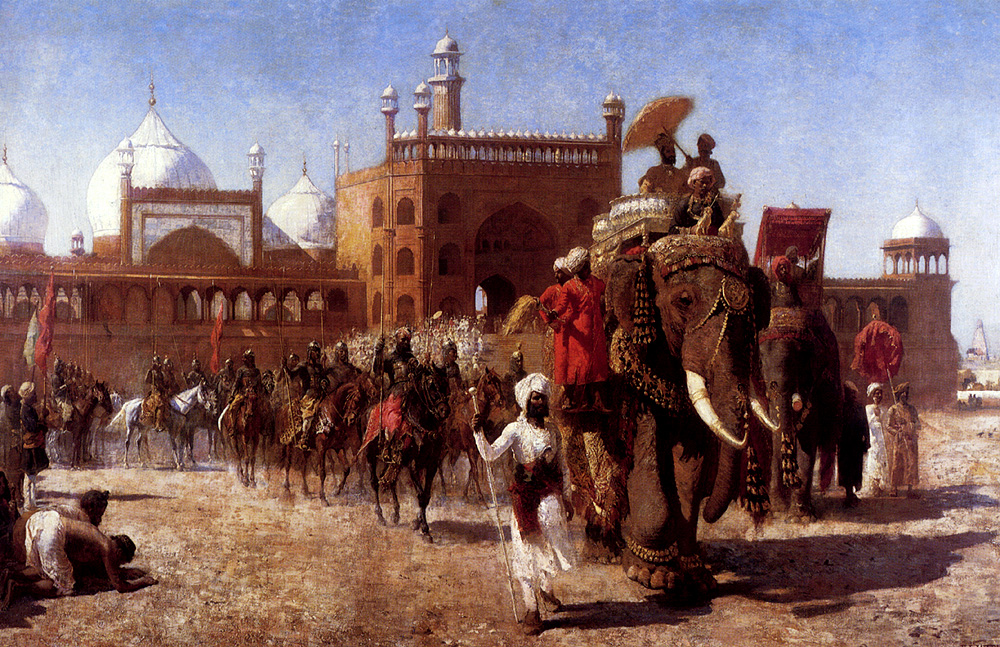
Shâh Jahân et l'armée moghole de retour après une célébration à la mosquée Jama Masjid de Delhi.
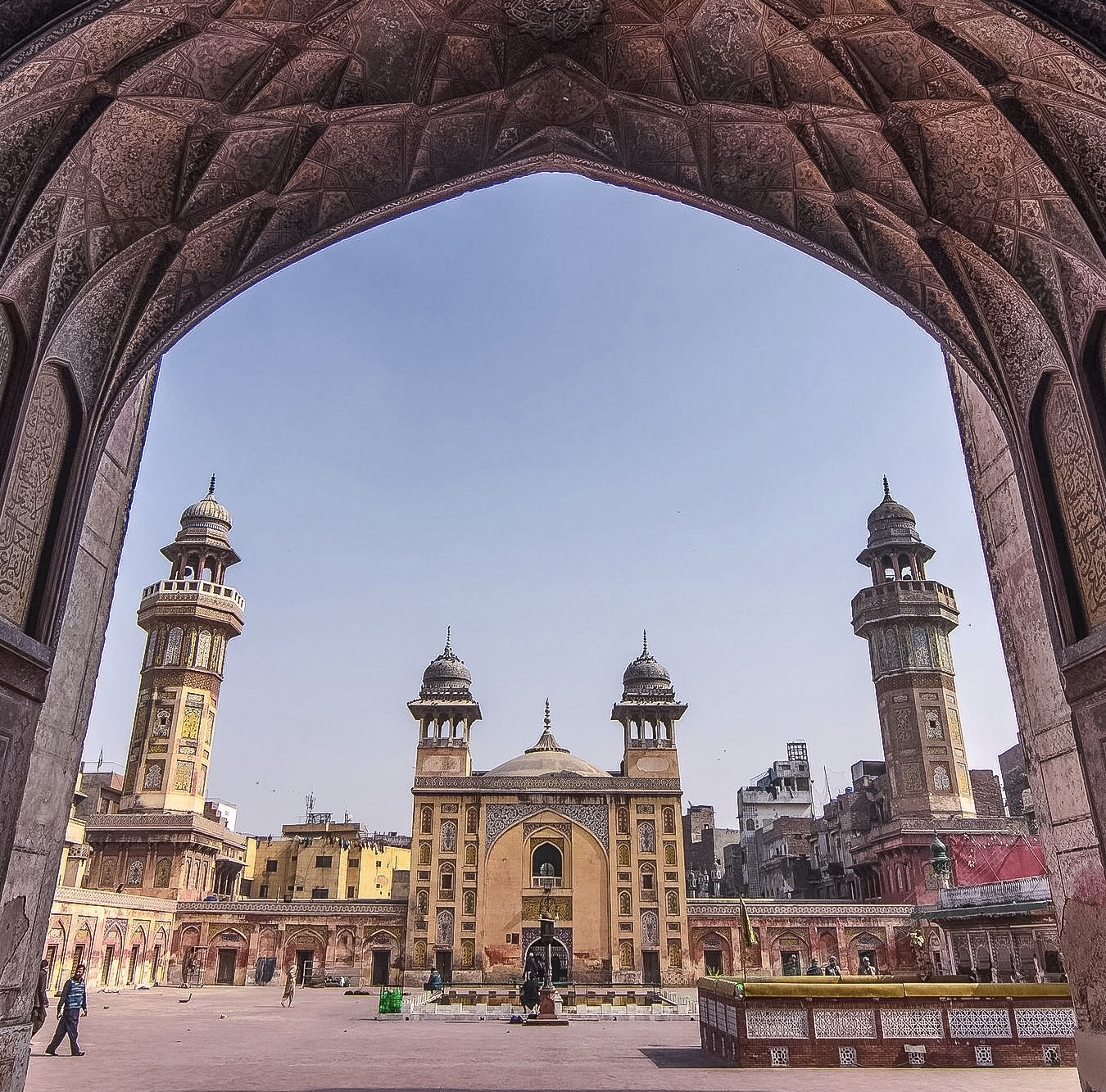
La mosquée de Wazir Khan est considérée comme étant la plus ornée de la période moghol.
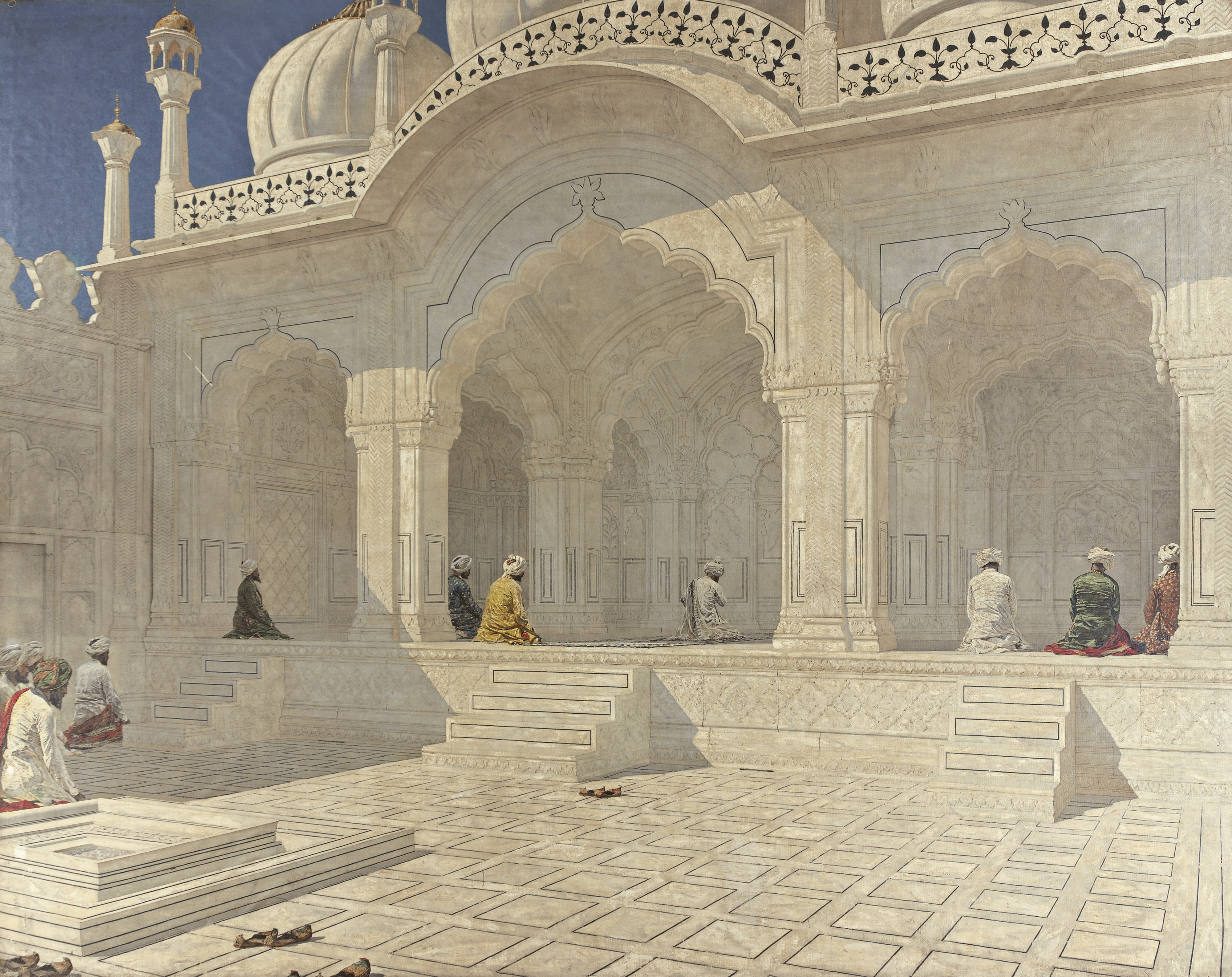
La mosquée Moti Masjid.
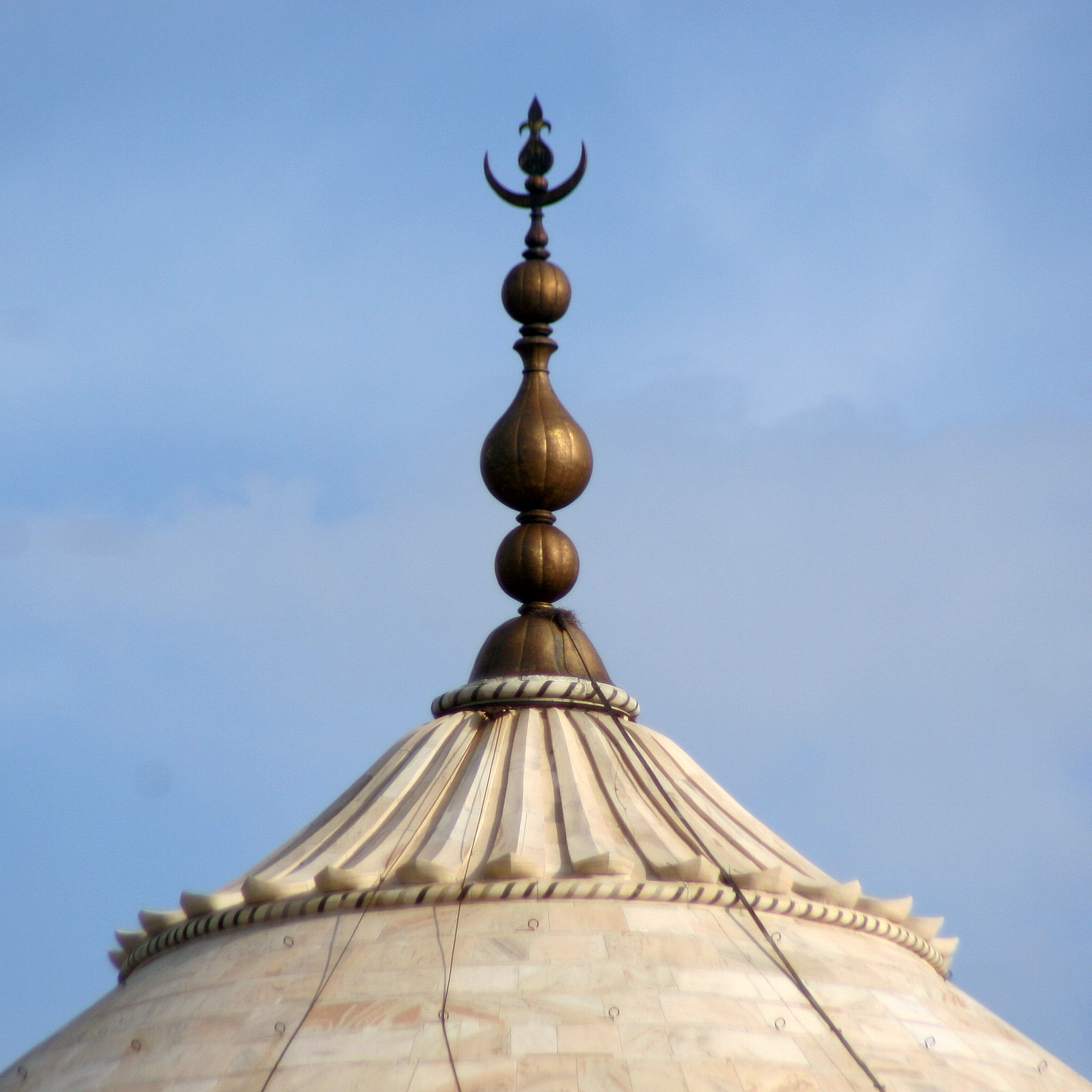
Pinacle du Taj Mahal placé au sommet du dôme principal.

## Monnaies
Depuis ses premiers gouvernements locaux puis pendant son long règne, Shâh Jahân a continument fait frapper des monnaies dans trois métaux : l'or (mohur), l'argent (rupee) et le cuivre (dam). Les pièces produites avant son arrivée au trône impérial portent le nom de khurram.

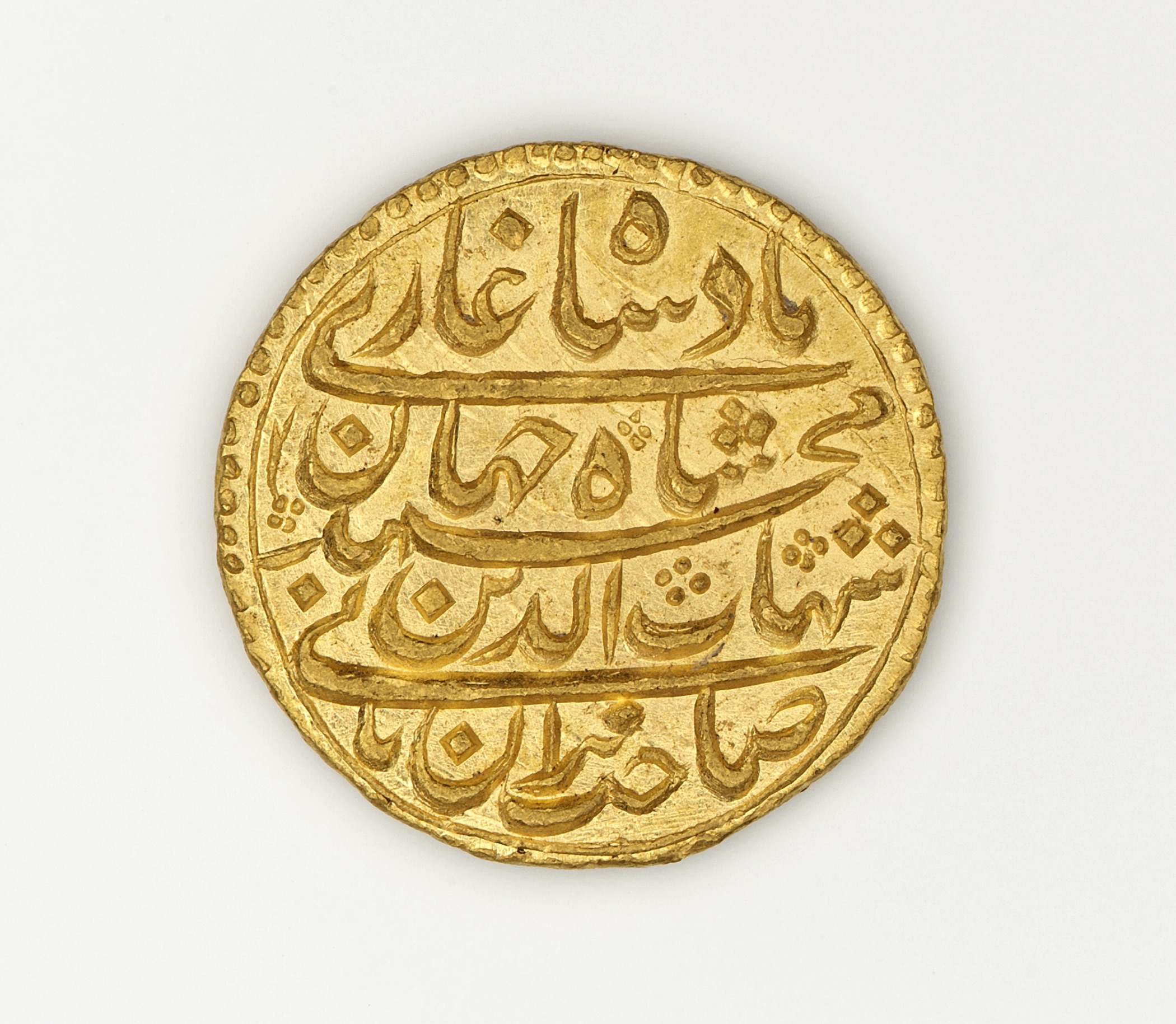
Mohur d'or (1628-1632).
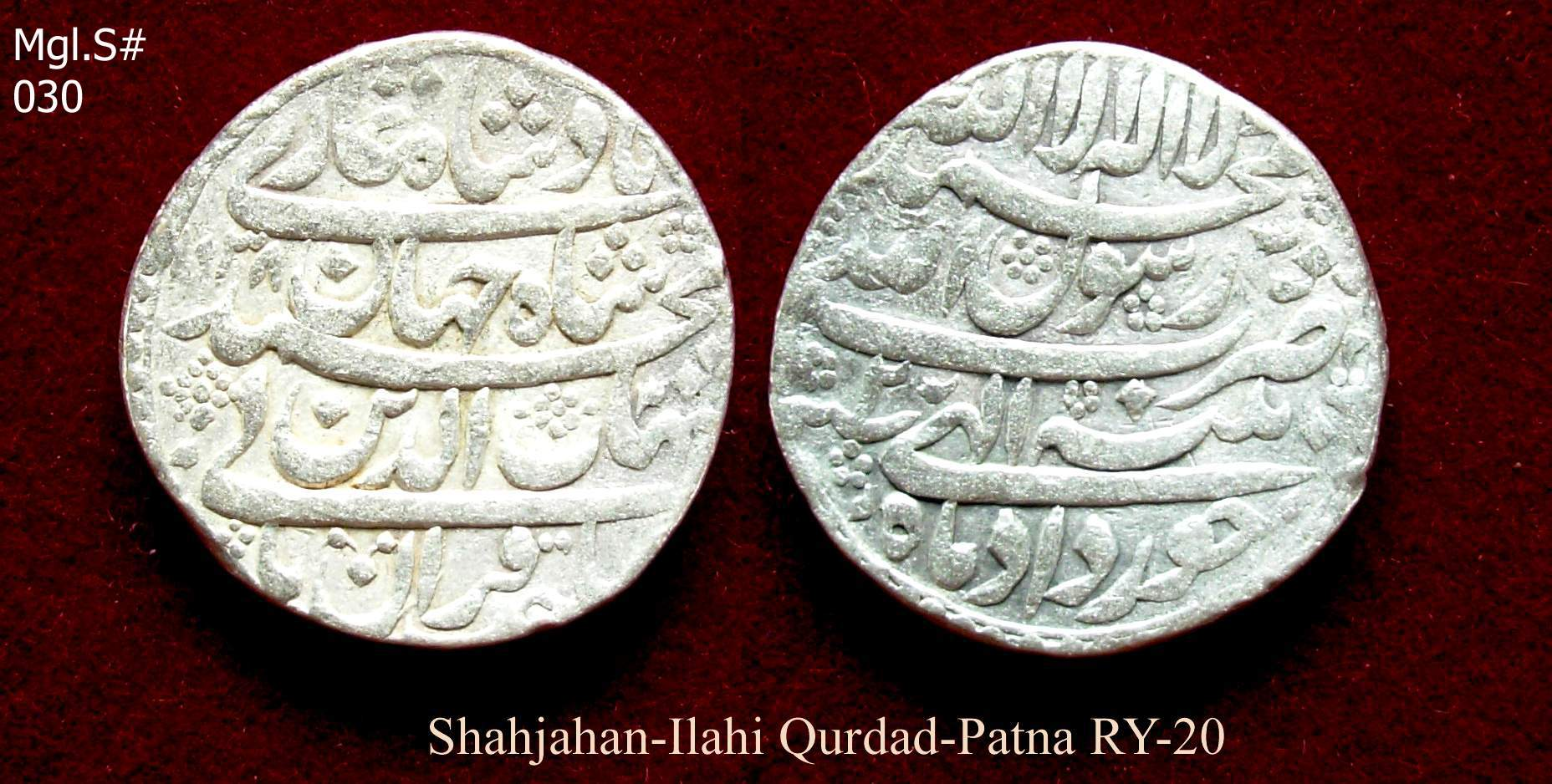
Roupie d'argent frappée à Patna.
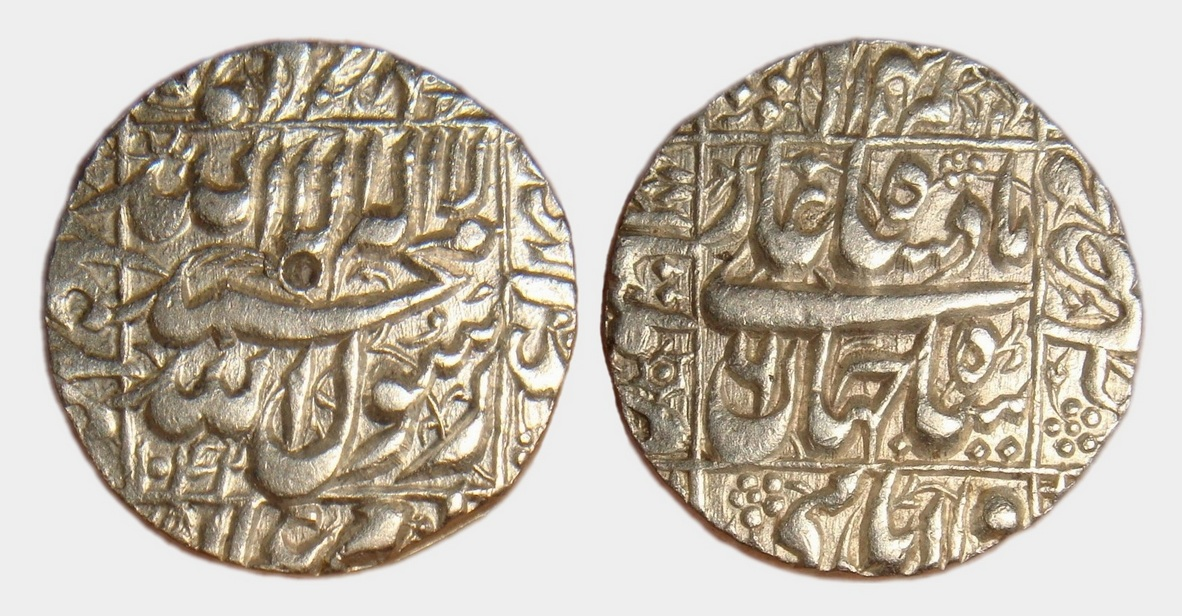
Autre roupie d'argent.
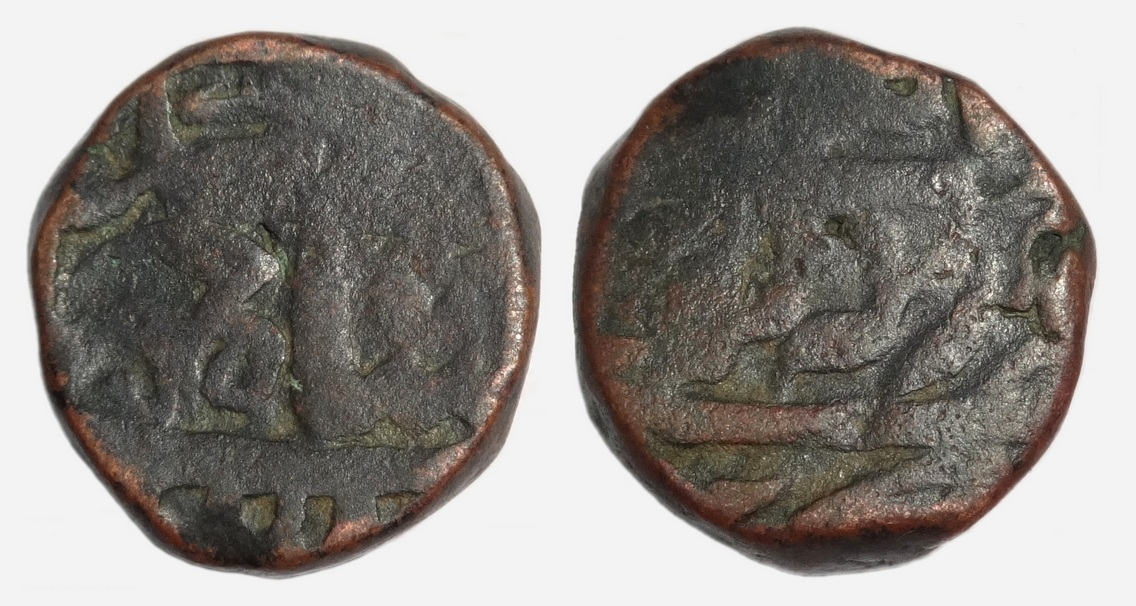
Dam de cuivre frappé à Darya Khan.

## Titre impérial complet
Le titre impérial de Shâh Jahân était :
Shahanshah Al-Sultan al-'Azam wal Khaqan al-Mukarram, Malik-ul-Sultanat, Ala Hazrat Abu'l-Muzaffar Shahab ud-din Muhammad Shah Jahan I, Sahib-i-Qiran-i-Sani, Padshah Ghazi Zillu'llah, Firdaus-Ashiyani, Shahanshah—E—Sultanant Ul Hindiya Wal Mughaliya
Ce nom de règne est divisé en plusieurs parties. Parmi les qualificatifs, on trouve « Étoile de la foi », « Second Seigneur de la heureuse conjonction de Jupiter et Vénus » ou « Roi du monde ». D'autres épithètes montraient ses devoirs séculiers et religieux ; « Refuge du califat » ou « Ombre de Dieu sur Terre ».

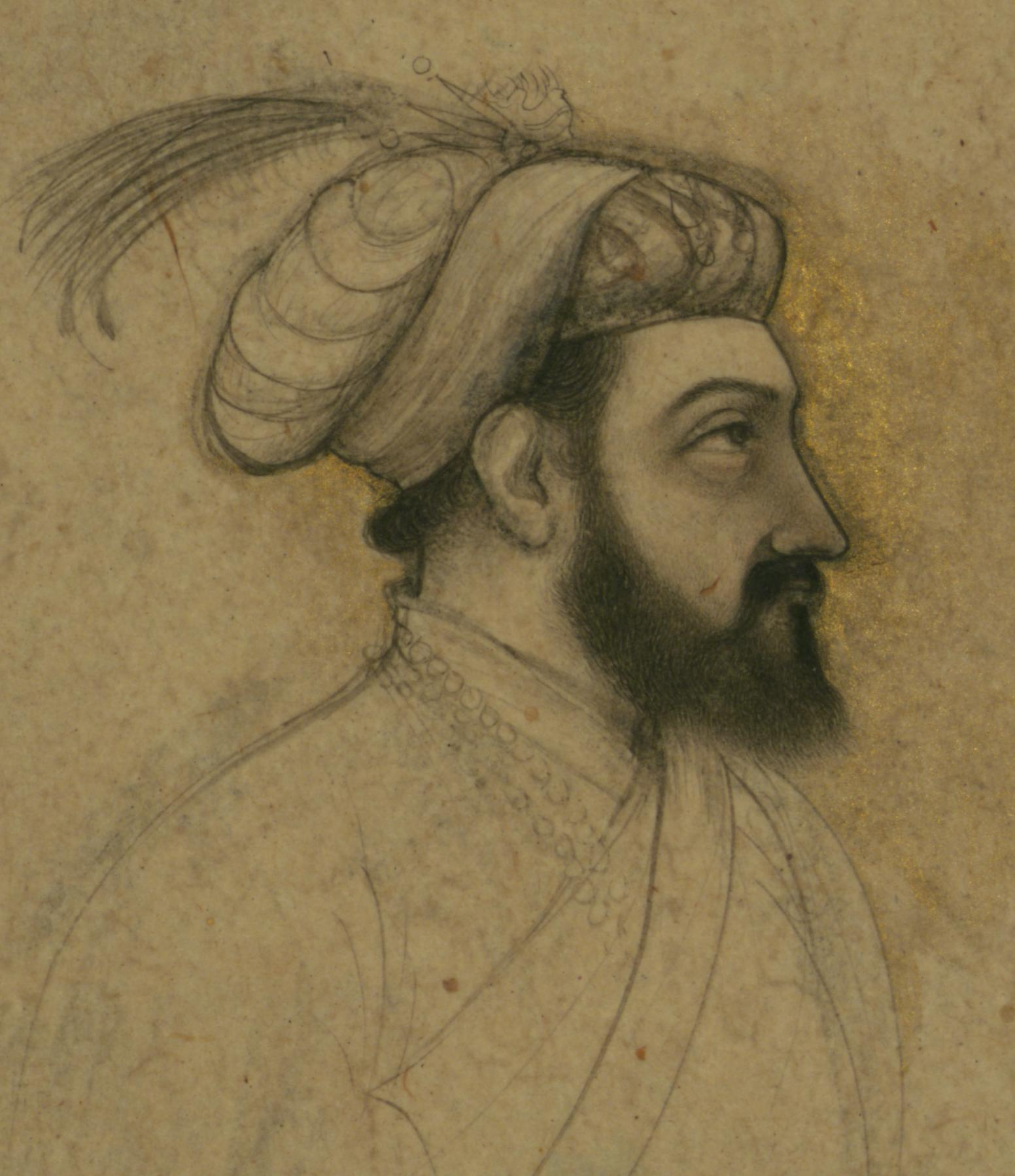
Single Leaf of a Portrait of Shâh Jahân.
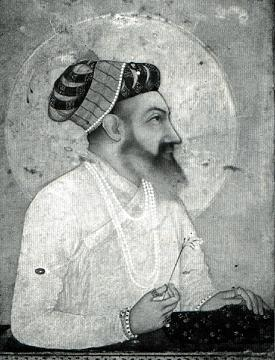
Shâh Jahân.

### Voir aussi

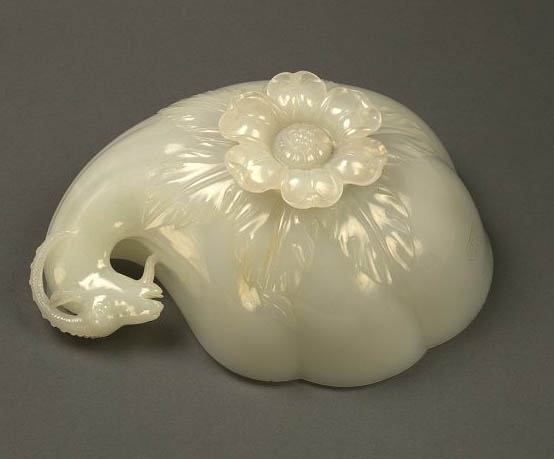
Coupe de vin de Shâh Jahân

## Descendance
| Nom | Portrait | Vie                                     | Notes |
| --- | -------- | --------------------------------------- | --- |
| Parhez Banu Begum (en)                                                                                     |          | 21 août 1611 - 1675                     | Le premier enfant de Shâh Jahân et l'un des deux seuls enfants nés d'une autre femme que Mumtaz Mahal. Sa mère, connue sous le nom de Kandahari Begum (en) d'après son lieu de naissance, était la première épouse de Shâh Jahân. Parhaz Banu était la seule enfant de sa mère. Elle restée célibataire.                   |
| Hur-al-Nisa Begum                                                                                          |          | 30 mars 1613 - 5 juin 1616              | Le premier des quatorze enfants nés de la deuxième femme de Shâh Jahân, Mumtaz Mahal. Décédée de la variole à l'âge de 3 ans. |
| Jahanara Bégum Padshah Begum                                                                               |          | 2 avril 1614 - 16 septembre 1681        | La fille préférée et la plus influente de Shâh Jahân. Jahanara est devenue la Première Dame (Padshah Begum (en)) de l'Empire Moghol après la mort de sa mère Mumtaz Mahal, malgré le fait que son père avait trois autres épouses. Elle est restée célibataire.                                                            |
| Dârâ Shikôh Padshahzada-i-Buzurg Martaba, Jalal ul-Kadir, Sultan Muhammad Dara Shikoh, Shah-i-Buland Iqbal |          | 20 mars 1615 - 30 août 1659             | Fils aîné de Shâh Jahân et Mumtaz Mahal et héritier du trône. Il fut favorisé comme successeur par son père et sa sœur aînée, la princesse Jahanara, mais il fut vaincu et plus tard tué par son jeune frère, le prince Muhiuddin (futur empereur Aurangzeb), dans une lutte acharnée pour le trône impérial. A été marié. |
| Shâh Shujâ                                                                                                 |          | 23 juin 1616 - 7 février 1661           | Il a survécu à la guerre de succession. A été marié. |
| Roshanara Begum (en) Padshah Begum                                                                         |          | 3 septembre 1617 - 11 septembre 1671    | Elle fut la plus influente des filles de Shâh Jahân et Mumtaz Mahal après Jahanara Begum et se rangea du côté d'Aurangzeb pendant la guerre de succession. Elle est restée célibataire. |
| Jahan Afroz                                                                                                |          | 25 juin 1618 - mars 1619                | Le seul enfant de Izz-un-Nissa (Akbarabadi Mahal) l'une des épouses royales de Shâh Jahân. Décédé à l'âge d'un an et neuf mois. |
| Aurangzeb 6e empereur moghol                                                                               |          | 3 novembre 1618 - 3 mars 1707           | Succède à son père en tant que sixième empereur moghol après ses victoires dans la guerre de succession qui a eu lieu après la maladie de Shâh Jahân en 1657. A été marié. |
| Izad Bakhsh                                                                                                |          | 18 décembre 1619 - février ou mars 1621 | Décédé en bas âge. |
| Surayya Banu Begum                                                                                         |          | 10 juin 1621 - 28 avril 1628            | Morte de la variole,. |
| Inconnu |          | 1622                                    | Enfant mort né. |
| Murâd Baksh                                                                                                |          | 8 octobre 1624 - 14 décembre 1661       | Il a été tué en 1658 sur l'ordre d'Aurangzeb. Marié avec une descendance. |
| Lutf Allah                                                                                                 |          | 4 novembre 1626 - 13 mai 1628           | Décédé à l'âge d'un an et demi,. |
| Daulat Afza                                                                                                |          | 8 mai 1628 - 13 mai 1629                | Mort en bas âge. |
| Husnara Begum                                                                                              |          | 23 avril 1629 - 1630                    | Morte en bas âge. |
| Gauhara Begum (en)                                                                                         |          | 17 juin 1631 - 1675                     | Mumtaz Mahal mourut en lui donnant naissance le 17 juin 1631 à Burhanpur. Elle est restée célibataire. |

### Monuments listés au patrimoine mondial
Plusieurs monuments associés à Shâh Jahân sont listés au patrimoine mondial par l'UNESCO :
- Fort d'Agra
- Taj Mahal, Agra
- Tombe de Humayun, Delhi
- Ensemble du Fort Rouge
- Fort et jardins de Shalimar à Lahore